# Qualificazioni al campionato mondiale di calcio 2010 - CONCACAF - Seconda fase, gruppo 3

## Classifica
| Squadra     | G | V | N | P | F  | S  | DR  | PT |
| ----------- | - | - | - | - | -- | -- | --- | -- |
| Costa Rica  | 6 | 6 | 0 | 0 | 20 | 3  | +17 | 18 |
| El Salvador | 6 | 3 | 1 | 2 | 11 | 4  | +7  | 10 |
| Haiti       | 6 | 0 | 3 | 3 | 4  | 13 | -9  | 3  |
| Suriname    | 6 | 0 | 2 | 4 | 4  | 19 | -15 | 2  |

## Risultati

### Primo turno
| Arbitro: | Marco Rodríguez |

|                    |           |  |
| Saborío 50’ (rig.) | Marcatori |  |

| Arbitro: | Mauricio Navarro |

|                       |           |                     |
| Bertin 90’ Fucien 94’ | Marcatori | 33’ 45+2’ Christoph |

### Secondo turno
| Arbitro: | Steven Depiero |

|                                                                     |           |  |
| Ledezma 9’ 42’ Alpizar 47’ Alonso 78’ Borges 81’ Solis 86’ Ruiz 88’ | Marcatori |  |

| Arbitro: | Jair Marrufo |

|                                         |           |  |
| Zelaya 8’ 24’ 53’ Larios 56’ Torres 79’ | Marcatori |  |

### Terzo turno
| Arbitro: | Carlos Batres |

|             |           |                          |
| Vaubert 40’ | Marcatori | 12’ 75’ Ruiz 86’ Alpízar |

| Arbitro: | Benito Archundia |

|  |           |                             |
|  | Marcatori | 1’ Martin 12’ (aut.) Felter |

### Quarto turno
| Arbitro: | Courtney Campbell |

|               |           |                                                     |
| Sandvliet 48’ | Marcatori | 11’ Centeno 43’ Borges 47’ Armando Alonso 77’ Solís |

| Port au Prince 11 ottobre 2008, ore 17:00 | Haiti       | 0 – 0 referto | El Salvador | Stade Sylvio Cator (10.000 spett.)\| Arbitro: \| Neal Brizan \| |
| Arbitro:                                  | Neal Brizan |               |             |                                                                 |

### Quinto turno
| Arbitro: | Ricardo Salazar |

|                    |           |  |
| Díaz 17’ Núñez 91’ | Marcatori |  |

| Arbitro: | Carlos Batres |

|                                             |           |  |
| Zelaya 8’ Quintanilla 27’ Garden 81’ (aut.) | Marcatori |  |

### Sesto turno
| Arbitro: | Silviu Petrescu |

|              |           |                      |
| Corrales 18’ | Marcatori | 24’ 90’ Myrie 30’ 30 |

| Arbitro: | Marco Rodríguez |

|              |           |                 |
| Cristoph 40’ | Marcatori | 28’ Saint Preux |